# Venus de Mauern
La Venus de Mauern (también, "Rote von Mauern") es una figurilla de las denominadas Venus del Paleolítico Superior. Procede de la época gravetiense, datando de hacia 25.000 a. C. La estatuilla de piedra caliza pintada de rojo se encontró en 1948 cerca de Mauern (Rennertshofen) y se ha conservado en la Colección Arqueológica Estatal de Múnich desde entonces.

## Hallazgo
Las excavaciones de 1948/49 en las cuevas de los viñedos cerca de Mauern en el valle seco de Wellheim fueron dirigidas por el prehistoriador Lothar Zotz de la Universidad de Erlangen. El arqueólogo aficionado Christoff von Vojkffy encontró la estatuilla el 24 de agosto de 1948 en el transcurso de los trabajos de excavación. La figurita se encontró en la ladera exterior entre las cuevas 2 y 3.

## Descripción

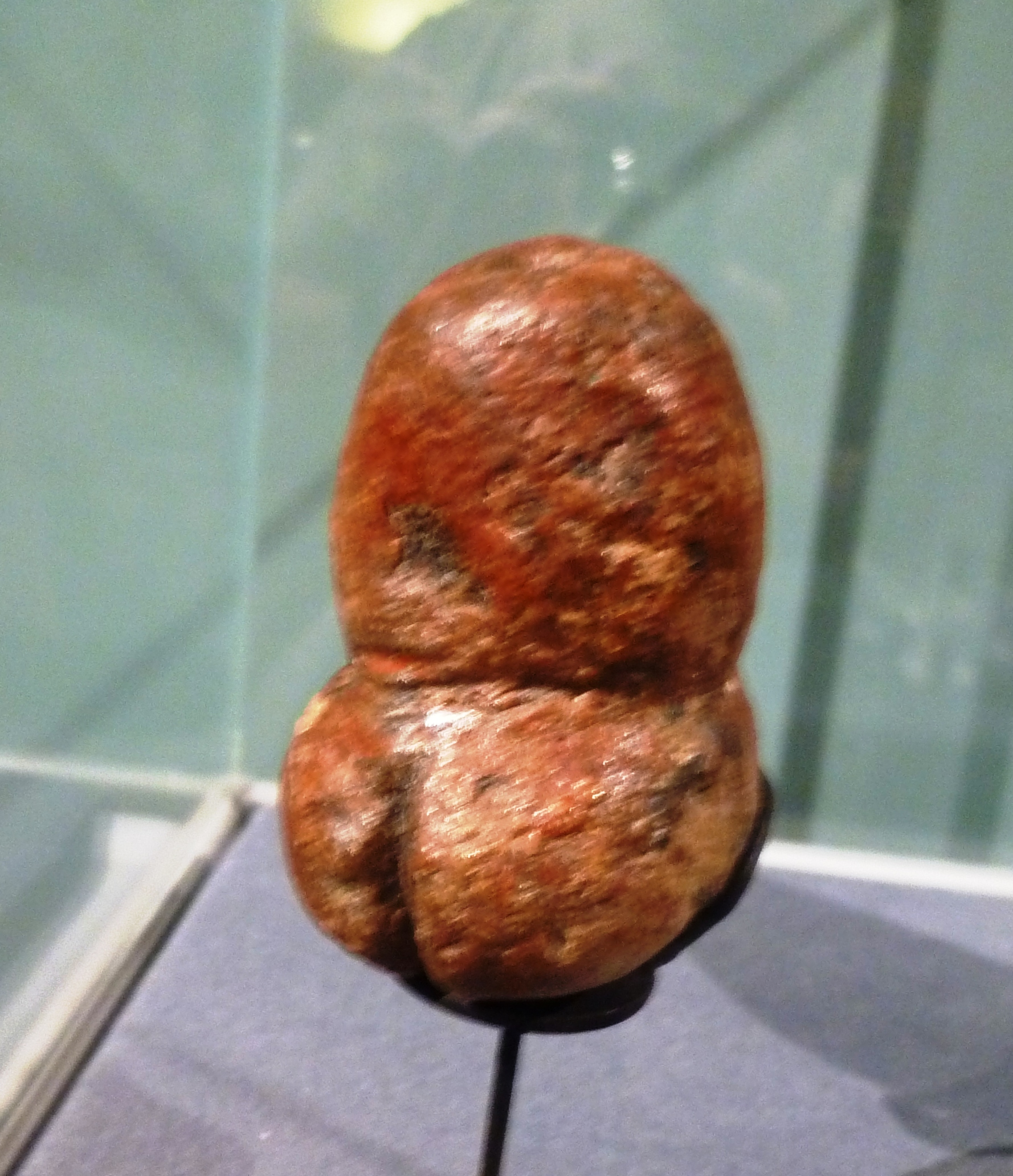
La Venus en exhibición.

La figura de 7,2 cm de altura está hecha en piedra caliza margosa y está coloreada de rojo. La estatuilla se puede interpretar de dos formas: como una representación fuertemente estilizada de una mujer con nalgas acentuadas o como un pene con testículos. En la parte superior hay un receso que se puede interpretar como una representación del conducto urinario. Este tipo de representación que aúna ambos sexos según el ángulo de visión se puede encontrar en varias estatuillas del Paleolítico superior, incluidas las figuras de las localidades Dolni Vestonice, Gönnersdorf, Nebra, Mezin, Milandes, Oelknitz, Savignano, Trasimeno y Trou Magrite.

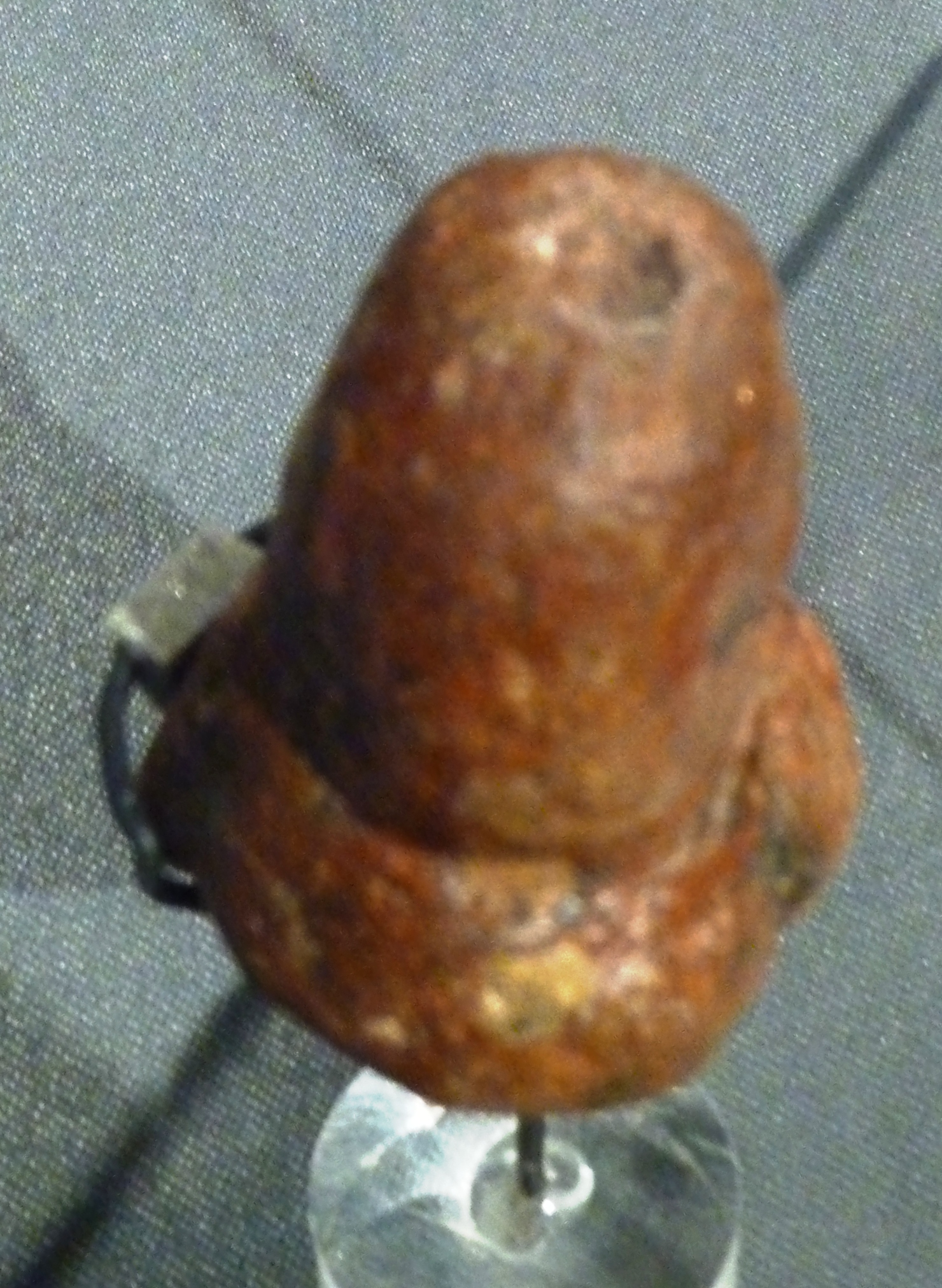
Hundimiento en la parte superior de la estatuilla.